# MSC Orchestra
Le navire de croisière italien MSC Orchestra est une commande de l'armateur italien MSC Croisières au groupe Alstom Marine.
C'est le 2e navire de la classe Musica. Il est construit aux Chantiers de l'Atlantique de Saint-Nazaire.
Il est livré le 14 avril 2007.
Le navire mesure 293,8 mètres de long, dispose de 12 ponts, d'une capacité d'accueil de 2 550 passagers et 987 membres d'équipage.
Toutes les unités de la classe Musica sont classées Panamax et peuvent donc passer le canal de Panama.
Le MSC Orchestra est le navire jumeau du navire amiral de la flotte, le MSC Musica.
Ce navire a été inauguré par Rafaela Aponte, et sa marraine est Sophia Loren.

## Description
L'équipement du navire comprend :
- 12 ponts passagers
- 13 ascenseurs
- Systèmes afin de réduire les vibrations et le bruit dans les lieux publics.
- 18 suites avec balcon privé
- 809 cabines extérieures avec balcon, dont 3 pour personnes à mobilité réduite
- 173 cabines extérieures dont 2 pour personnes à mobilité réduite
- 275 cabines intérieures, dont 12 pour personnes à mobilité réduite
- TV interactive, minibar, coffre-fort, radio, salle de bains avec douche, sèche-cheveux, climatisation et chauffage, un téléphone et Internet sans fil.
- Équipements de sports (mini-golf, tennis, piste de jogging, gym, aérobic, centre de yoga, piscines)
- Centre de bien-être (saunas, bains de vapeur, thalassothérapie, aromathérapie, chromothérapie, salon de beauté, solarium, jacuzzi)
- Installations de divertissements (zones ados, discothèque, salle de jeux, piscine enfants, théâtre, cinéma, casino, bibliothèque, galeries d'art et photos, boutiques)
- Restaurations (bar à sushis, les Cafés Internet, salles de cigares, cave à vin, restaurants de spécialités)
- Autres services (photographe, centre médical, boutiques hors taxes)